# Parakokcydioidomykoza
Parakokcydioidomykoza, choroba Lutza, drożdżyca brazylijska, drożdżyca południowoamerykańska – rzadka, przewlekła grzybica ogólnoustrojowa wywoływana przez Paracoccidioides brasiliensis, występująca głównie u mężczyzn w Ameryce Południowej i Środkowej.

## Etiologia
Paracoccidioides brasiliensis izolowano z gleby, obserwowano infekcje u pancerników, rezerwuarem patogenu mogą być także nietoperze i niektóre małpy. Zakażenie następuje zwykle poprzez inhalację komórek grzyba, ale możliwe jest także drogą pokarmową oraz w wyniku czyszczenia zębów gałązkami, co bywa praktykowane w Brazylii. Nie obserwowano transmisji zakażenia między ludźmi.

## Objawy i przebieg

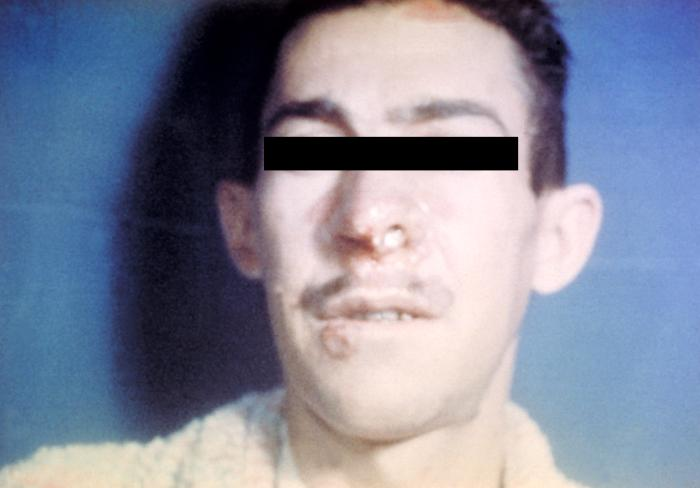
Zmiany na twarzy w przebiegu parakokcydioidomikozy

Parakokcydioidomykoza przebiega zwykle jako przewlekła infekcja dróg oddechowych, która szerzy się poprzez układ żylny i limfatyczny na błony śluzowe, skórę i węzły chłonne. Do typowych objawów należy kaszel i duszność, spadek masy ciała. Powikłaniem może być zwłóknienie płuc i rozedma, w 5% przypadków nadciśnienie i serce płucne.
W przebiegu choroby, u około połowy pacjentów, dochodzi do bolesnych owrzodzeń błon śluzowych i skóry okolicy okołowargowej – typowy jest guzek ulegający martwicy i owrzodzeniu, o nierównej powierzchni pokrytej licznymi, drobnymi, żółtobiałymi plamkami. Zapaleniom jamy ustnej towarzyszy powiększenie okolicznych węzłów chłonnych, ale zdarza się także uogólniona limfadenopatia.
Rzadziej występuje zajęcie nadnerczy (prowadzące do ich niewydolności), kości długich czy ośrodkowego układu nerwowego.
Śmiertelność w przebiegu leczonej choroby jest niska, w nieleczonej około 20%.

## Diagnostyka i różnicowanie
Obecność grzyba potwierdza się w materiale pobranym z owrzodzeń mikroskopowym badaniem mikologicznym, w hodowli lub materiale uzyskanym przez dootrzewnową inokulację myszy. Możliwa jest także diagnostyka serologiczna.
Choroby wymagające różnicowania: gruźlica, histoplazmoza, malinica, trąd, leiszmanioza, chłoniaki nieziarnicze.

## Leczenie
Terapia opiera się na podawaniu leków przeciwgrzybiczych lub sulfonamidów. Lekami z wyboru są itrakonazol i flukonazol, skuteczny może być ketokonazol. W przypadku ciężkiego przebiegu stosuje się amfoterycynę B.

## Klasyfikacja ICD10
| kod ICD10     | nazwa choroby                        |
| ------------- | ------------------------------------ |
| ICD-10: B41   | Parakokcydioidomikoza                |
| ICD-10: B41.0 | Parakokcydioidomikoza płucna         |
| ICD-10: B41.7 | Parakokcydioidomikoza rozsiana       |
| ICD-10: B41.8 | Inne postacie parakokcydioidomikozy  |
| ICD-10: B41.9 | Parakokcydioidomikoza, nie określona |